# 크리스토페르 아예르
크리스토페르 바스바크 아예르(노르웨이어: Kristoffer Vassbakk Ajer, 1998년 4월 17일 ~)는 노르웨이의 축구 선수로, 현재 브렌트퍼드 FC에서 뛰고있다. 포지션은 센터백이다.